# كاملات العظام
كاملات العظام هي تحت طويئفة (تحت صف) من الأسماك العظمية تظهر خواصاً بدائية. توجد رتبتان ضمن هذه المجموعة، تتضمنان ثمانية أنواع، لا يُمثل البوفنيات إلا نوع واحد هو سمك البوفن، أما عظميات الحراشف فتمثلها أسماك الرمح. وهناك المزيد من الأنواع التي يُمكن العثور عليها في سجل الأحافير.
تتشارك كاملات العظام خليطاً من مُميزات العظميات والقروش. لكن بالمقارنة مع مجموعة الأسماك البدائية الأخرى - الغضروعظميات - فإن كاملات العظام أقرب إلى العظميات وأبعد عن القروش، فالإسبرك عند القروش والغضروعظميات صُغّر وتحول إلى بقايا عضو، كما أن الهيكل الداخلي قد تعظّم (طبقة عظمية رقيقة تغطي على الأغلب الهيكل الغضروفي عند البوفن). عند السماك الرمحية، ما زال الذيل غير متناظر (العمود الفقري ممتد حتى الفص العلوي للذيل، مما يَجعله أكبر من السفلي) لكنه أقل مما كان عليه عند الغضروعظميات، أما أسماك البوفن فإنها تملك العديد من الزعانف الشعاعية الظهرية ويُمكنها أيضاً أن تتنفس الهواء مثل كثيرات الزعانف.
تملك الأسماك الرمحية حراشف صلبة وسميكة نموذجية للحفش، أما البوفن فإنه يَملك حراشف عظمية رقيقة مثل أسماك العظميات. وتعتبر الأسماك الرمحية نظرياً أكثر بدائية من البوفن.
كثيراً ما تصنف كاملات العظام على أنها شبه عرق، ونتيجة لهذا فإن هذه التحت طويئفة كثيراً ما لا تستخدم، أما الرتبتان المتضمنتان فيها فكثيراً ما يُعتبران ببساطة تقسيمين لطويئفة جديدات الزعانف بدون مجموعة تصنيفية. بالرغم من هذا، فإن التحليلات الحديثة للحمض النووي تُظهر تأييداً لأن تكون كاملات العظام مجموعة حقيقية، ولذا فما زال الجدل قائماً.

## الملاحظات
1. ↑  الإسبرات (Spiracle): هي عبارة فتحات توجد على أجساد بعض الحيوانات تتصل عادةً بأجهزة تنفسية.